# 森三隆
森 三隆（もり みつたか、万治元年12月23日（1659年1月15日） - 享保15年12月28日（1731年2月4日））は、美作津山藩家老。後に備中西江原藩及び播磨赤穂藩家老を歴任。
森家家臣森三信の嫡男。母は関成次の娘於長（津山藩2代藩主森長継の妹）。正室は森長継の娘兼。子は森正典室於力、赤穂藩第2代藩主森長孝（可豊）。養子に後に第3代藩主となる森長生、森正典後室於梅（森正紹娘）。曽祖父に森可政。初名は可雄。通称は百助、采女。
天和3年（1683年）藩主森長継の娘兼と結婚。貞享元年（1684年）家督相続し采女と名乗る。禄高は家臣筆頭の7000石（但し筆頭家老は長尾勝明）。貞享3年（1686年）7月、藩主長成の家督相続の御礼言上の際に、森家家老・長尾隼人勝明、森所左衛門正方、各務三右衛門糺英（正直）とともに将軍綱吉に拝謁する。元禄10年（1697年）8月津山藩が改易となる。同年10月於長との間に嫡子九一郎（長孝）が誕生（幕府には生年を元禄7年（1694年）と届けている）。津山城を引き渡し、引き続き森本家の家老として西江原藩、更に赤穂藩に移る。享保4年（1719年）長孝が藩主森長直の婿養子となったため、養嫡子として各務利直の長男長生を養子に迎える。享保7年（1723年）12月隠居し長生に家督を譲る。同年10月に藩主長孝が重態となり、長生がその末期養子に迎えられ、同年12月に3代藩主となる。享保15年12月28日没。享年73。家督は享保19年（1734年）本多家家臣林直道の子可直が養子入りし相続するも森家を退身して一時断絶。後に明石藩士小泉長如の子可賛（後に三益）が養子入りして名跡を継いだ。